# ماتئوش رودکوفسکی
ماتئوش رودکوفسکی (اوکراینی: Матвій Рудковський؛ تاریخ ورودی نامعتبر است – تاریخ ورودی نامعتبر است) آهنگساز، نوازنده پیانو، و رهبر (موسیقی) اهل اوکراین بود.